# Hymenoscyphus sublateritius
Hymenoscyphus sublateritius är en svampart som först beskrevs av Berk. & Broome, och fick sitt nu gällande namn av Dennis 1964. Hymenoscyphus sublateritius ingår i släktet Hymenoscyphus och familjen Helotiaceae.   Inga underarter finns listade i Catalogue of Life.